# Проспект Чулман
Проспект Чулман (тат. Чулман проспекты) — одна из четырёх главных магистралей Нового города в Набережных Челнах. Проходит через Автозаводский и Центральный районы города.

## История
Строительство проспекта Чулман велось одновременно со строительством жилых массивов Нового города — в 1970-х годах. На протяжении всего советского периода проспект носил название «Ленинградский», однако в начале 1990-х гг. по ходатайству городской комиссии по топонимике, архитектуре и искусству был переименован в проспект Чулман (татарское название реки Кама).

## Расположение и благоустройство
Проспект Чулман берёт своё начало от пересечения с улицей Королёва и заканчивается пересечением с проспектом Яшьлек. Проспект расположен в далеке от крупных промышленных предприятий, вдоль береговой линии реки Кама и протяжённой лесопарковой зоны, в связи с чем экологическую обстановку на проспекте можно назвать благоприятной. Протяжённость проспекта составляет 8,3 км. Ширина проезжей части — от двух до трёх полос в каждую сторону. Часть прилегающей к проспекту территории оборудована тротуарами, выложенными брусчаткой и велодорожками. В отличие от трёх других основных проспектов Нового города — Московского, Мира и Сююмбике — на проспекте Чулман отсутствуют подземные пешеходные переходы. На 2006 год интенсивность движения на проспекте составляет 830 авт./час, пропускная способность — 3150 авт./час.

## Объекты, расположенные на проспекте

### Религиозные
- Свято-Вознесенский собор

Является старейшим сооружением в Набережных Челнах, начал строиться в 1872 году на средства представителя знаменитой елабужской купеческой династии Дмитрия Ивановича Стахеева. В XX веке долгие десятилетия собор находился в запустении, и лишь в первой половине 1990-х гг., после реконструкции, вновь приобрёл статус действующего храма.
- Мечеть «Нур-ихлас»

Крупнейшее в городе мусульманское религиозное сооружение, построено в 1990-х гг., расположено в 48-м комплексе.
Проект разработан архитектором В. Л. Манукяном. Мечеть относится к типу купольных, с поэтажными залами и раздельными входами для мужчин и женщин и пристроенным с северной стороны минаретом. Мечеть представляет собой современное мусульманское культовое сооружение с живописной объемной композицией в постмодерновой трактовке с сочетанием во внешнем облике мотивов восточно-мусульманской, булгарской и традиционной культовой архитектуры татар.

### Спортивные
- Ипподром

Единственный в Набережных Челнах ипподром — является традиционным местом проведения скачек и зимних трековых автомобильных гонок.
- «Планета-фитнес»

Крупнейший в городе спортивно-оздоровительный клуб, включающий в себя бассейн, тренажёрный зал, кардиозал, зал аэробики, зал восточных единоборств.

### Торговые
- Рынок «Алан»

Один из трёх крупнейших городских продовольственных рынков. Создан в середине 1990-х гг. В 2011—2012 гг. был полностью реконструирован.
- Торгово-развлекательный комплекс «Сити Молл»

Расположен 12 комплексе на пересечении проспектов Чулман и Хасана Туфана. Общая площадь комплекса составляет в 15.850 квадратных метров и включает в себя большое количество магазинов, а также развлекательную зону, включая ледовый каток.
- Торговый центр METRO

Открыт в 2006 году, став 26-м открытым магазином в России крупнейшей германской торговой компанией Metro AG. Общая площадь торгового центра составляет около 8 тысяч метров.

### Прочие
- «Дворец торжеств» (ЗАГС)

Новый двухэтажный городской ЗАГС был открыт в 2008 году и расположен возле парка «Прибрежный» на пересечении проспекта Чулман и улицы Пушкинская. На первом этаже ЗАГСа расположены зал для торжественной регистрации рождения детей, архив, лекционный зал. На втором этаже — комната с удобствами для жениха и невесты, зал для неторжественной регистрации брака, зал ожидания, зал для регистрации.

## Общественный транспорт
Общественный транспорт на проспекте Чулман представлен автобусами и маршрутными такси. В перспективных планах города Набережные Челны значится строительство на проспекте Чулман трамвайной линии протяжённостью 1,5 км, которая должна пройти на участке от пересечения с улицей Беляева до пересечения с улицей Королёва.